# Норвок (Конектикат)
Норвок (енгл. Norwalk) град је у америчкој савезној држави Конектикат. По попису становништва из 2010. у њему је живело 85.603 становника.

## Демографија
Према попису становништва из 2010. у граду је живело 85.603 становника, што је 2.652 (3,2%) становника више него 2000. године.
| Група             | 2000.          | 2010.          |
| Белци             | 53.324 (64,3%) | 47.718 (55,7%) |
| Афроамериканци    | 12.663 (15,3%) | 12.187 (14,2%) |
| Азијати           | 2.699 (3,3%)   | 4.098 (4,8%)   |
| Хиспаноамериканци | 12.966 (15,6%) | 20.770 (24,3%) |
| Укупно            | 82.951         | 85.603         |